# Nikita Sokolov
Nikita Sokolov (en rus: Никита Соколов) (Pavlodar, Província de Pavlodar, 1 de maig de 1998) és un ciclista kazakh. Professional des del 2017, actualment a l'equip Vino-Astana Motors.